# Expedição Thayer
A Expedição Thayer foi uma expedição ao Brasil que foi liderada pelo zoólogo suíço Louis Agassiz, realizada entre 1865 e 1866, que consistia no registro em série de tipos raciais brasileiros do Rio de Janeiro e da Amazônia. Consitutiu um dos principais registros fotográficos do Brasil de meados do século XIX, constante atualmente no acervo do Peabody Museum de Harvard. Agassiz foi auxiliado pelos fotógrafos Augusto Stahl e Walter Hunnwell.

## Integrantes
- Louis & Elizabeth Cary Agassiz
- James Burkhardt, artista
- John G. Anthony
- Charles Frederick Hartt, geólogo
- Orestes St. John, geólogo
- Joel A. Allen, ornitólogo
- George Sceva, preparador

### Voluntários
Newton Dexter, William James, Edward Copeland, Thomas Ward, Walter Hunnewell, Stephen Van R. Thayer (filho de Nathaniel Thayer), Thomas G. Cary (Agassiz's brother-in-law). Também acompanharam os amigos dos Agassiz Dr. & Sra. Cotting, durante 2 meses no Rio de Janeiro.